# 仁平映
仁平 映（にへい あきら、1946年3月1日 - ）は、日本の逃亡中の服役囚。

## 人物
東京都立川市生まれ。中学卒業後、簡易宿泊所で労務者生活をしていたが、傷害・脅迫などで何回も逮捕され服役している。獄中に待遇改善を求めて、獄中者組合を結成。
1976年、台東区清川の路上で見知らぬ44歳男性を殺害。東京地裁で懲役10年の判決を受ける。
控訴中の1977年9月28日に起きたダッカ事件では、殺人犯で思想的背景や日本赤軍とは関係なかったものの獄中者組合の行動が反体制行動としてハイジャック犯側に評価され、強盗殺人で服役していた泉水博と共に釈放要求リストに指名される。日本政府は当初は仁平と泉水を「思想犯ではなく刑事犯」である理由から2人の釈放拒否の方針を持っていたが、ハイジャック犯に拒否をされ釈放対象となった。その後、日本政府の超法規的措置によって釈放・出国し、日本赤軍に参加。
2024年現在も国外逃亡中であり、国際手配されているが、詳細な消息は不明である。
70歳前後となった顔立ちを想定した指名手配ポスターも作成されている。